# St. Michael (Kirchborchen)

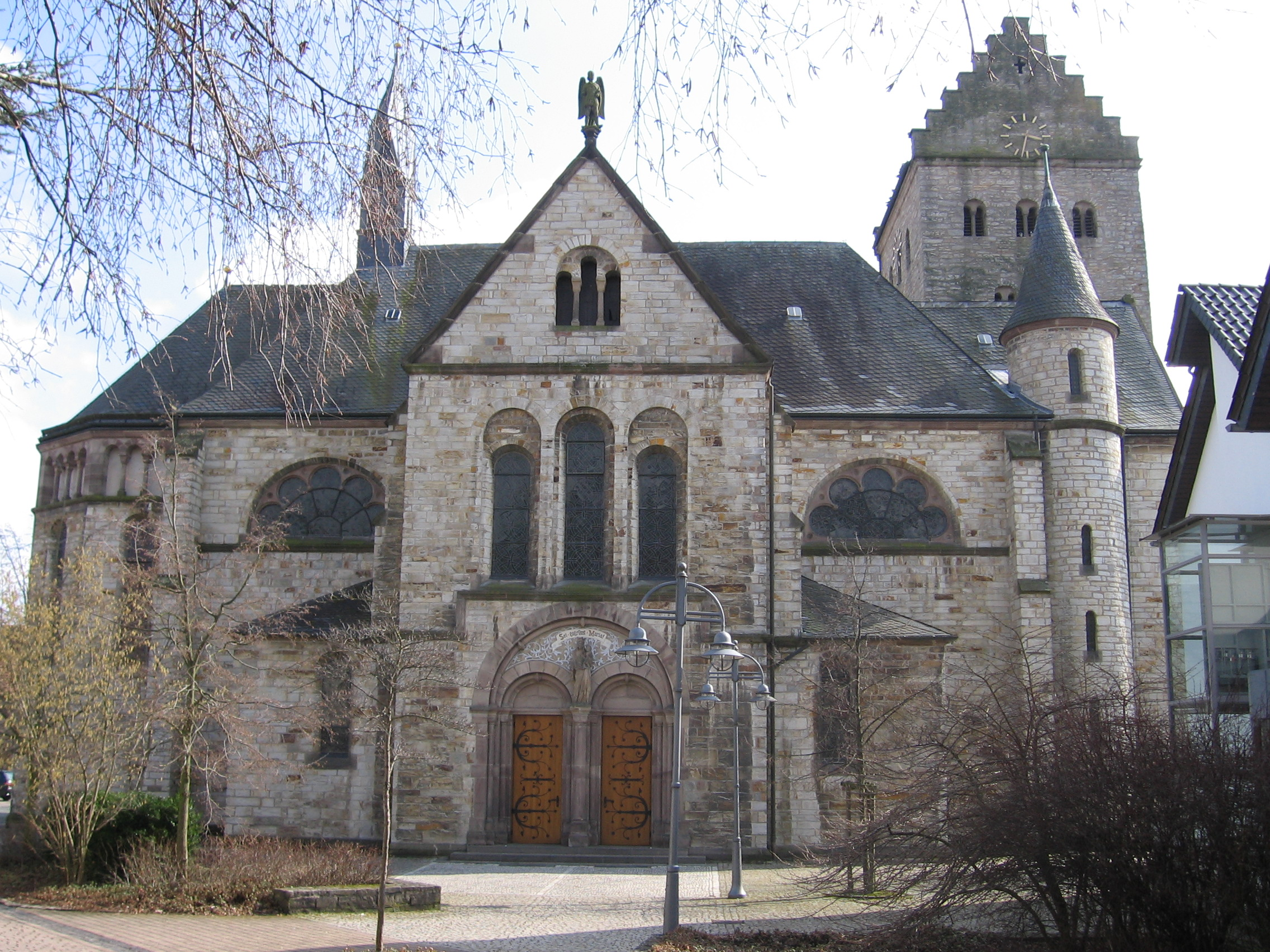
St. Michael in Borchen-Kirchborchen

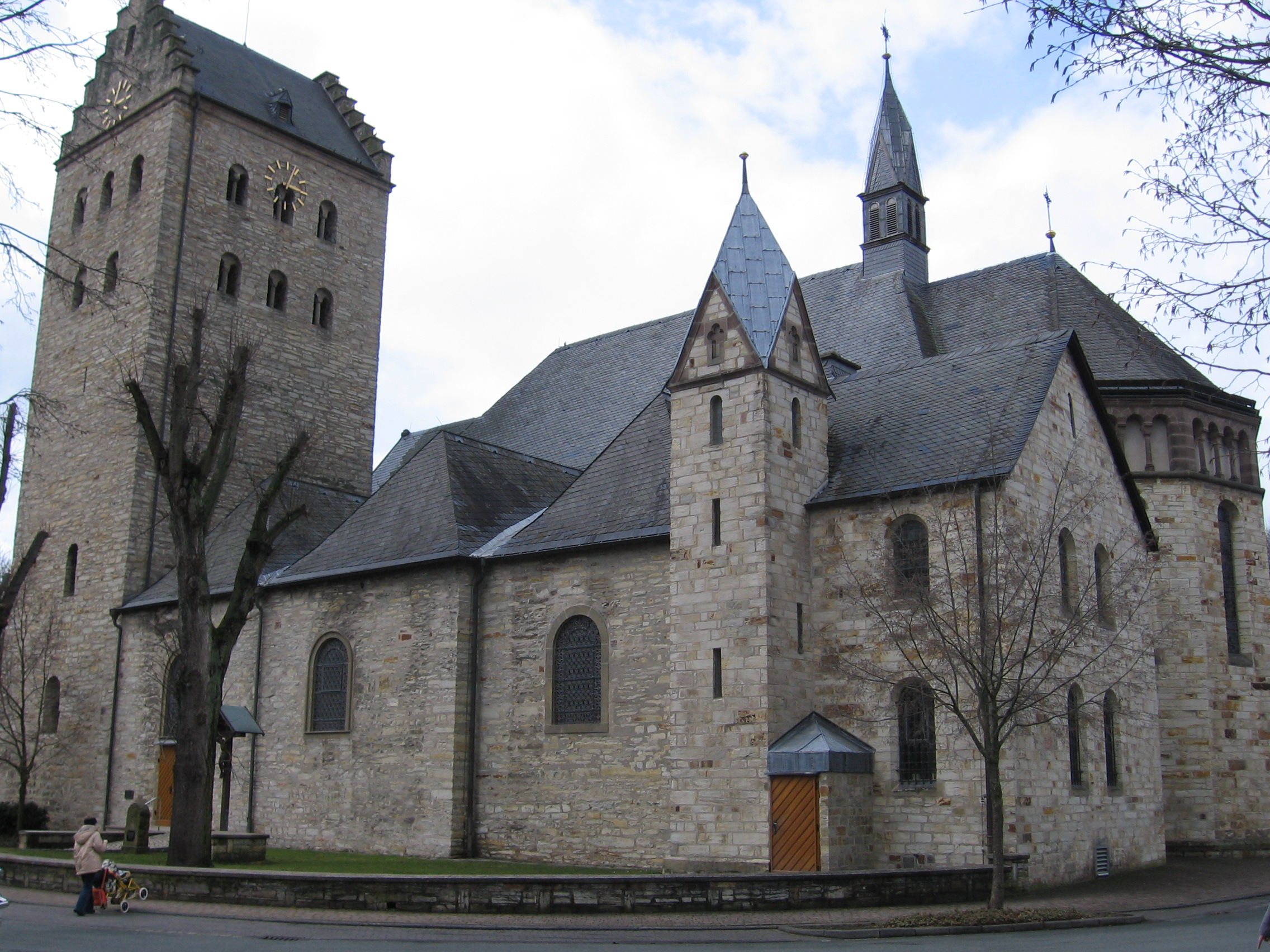
Von der anderen Seite

St. Michael ist eine katholische Pfarrkirche im Borchener Ortsteil Kirchborchen im Kreis Paderborn, Nordrhein-Westfalen. Strukturell gehört die Kirche zum Pastoralen Raum Elsen-Wewer-Borchen im Dekanat Paderborn im gleichnamigen Erzbistum.

## Geschichte
Bereits zwischen 1015 und 1031 ließ Bischof Meinwerk in Südborchen eine Holzkirche errichten, die er dem Abdinghofkloster unterstellte. Schon kurz darauf konnte Abt Wolfgang des Klosters die erste Steinkirche errichten, die 1043 von Bischof Rotho dem Heiligen Gallus geweiht wurde.
Um 1200 entstand die heutige romanische Kirche. Sie übernahm den Pfarrbezirk von St. Gallus, die nach und nach verfallen war. Die neue Kirche wurde dem Heiligen Michael geweiht. Das Areal um die Kirche war ursprünglich durch den Dorfbach und den Ellerbach eine Halbinsel von etwa 75 m mal 150 m und war nur über einen der Flüsse zu erreichen. Deshalb fungierte sie auch als Wehrkirche. Bauuntersuchungen haben ergeben, dass der Wehrturm bereits vor dem Kirchenraum errichtet wurde. Lediglich die getreppte Krönung des Turmes und das Dach sind aus dem Jahr 1840.
Am 4. Juli 1304 schloss der Abdinghofer Abt Heinrich II. mit den Grundherren und abhängigen Bauern von Kirchborchen, Alfen und Nordborchen einen Vertrag, der den Kirchborchenern eine Hälfte und Alfen und Nordborchen zusammen die andere Hälfte der Kirche zuschrieb. Die daraus entstehenden Rechte und Pflichten wurden ebenso aufgeteilt.
1660 wurde vom Abt von Abdinghof ein Vertrag mit den Meistern Haußen und Heidt über die Renovierung der Kirche geschlossen. So erhielt die Kirche vier neue Fenster und einen weißen Innenanstrich. 1738 wurde die Halbinsel, auf der die Kirche steht, überschwemmt und flutete auch die Kirche. Dadurch fiel der Hochaltar um und das Kirchengestühl wurde zerstört. Die Schäden konnten mit finanzieller Hilfe des Abdinghofklosters repariert werden. Erst 1743 konnte ein neues Gestühl angeschafft werden. 1752 wurde mit dem Anbau der Sakristei begonnen.
1906 bis 1907 wurde die Kirche erweitert, so dass das alte Hauptschiff zum südlichen Seitenschiff wurde.

## Ausstattung
Man nimmt an, dass der Kirchenraum ursprünglich dunkel und ohne Bänke und mit einem Altar war. Das Kirchenschiff, welches das heutige südliche Seitenschiff ist, war zweigeschossig.
Eine Auflistung des Kircheninventars von 1654 zeigt, welche Dinge sich in der Kirche befanden: eine silberne Monstranz, ein Speisekelch aus Zinn, drei schlechte Messgewänder, drei Altarleuchter, eine Mutter Gottes Statue und drei Turmglocken.
1720/21 wurden die Heiligenfiguren Joachim, Michael, Gallus, Apollonia und Anna selbdritt erschaffen.
Nach der Renovierung des Hochaltars konnte er vom Weihbischof Pantaleon am 30. August 1721 dem Heiligen Michael geweiht werden. Im Inneren befinden sich seit dem Reliquien von Johannes dem Täufer, den Aposteln Andreas, Jakobus dem Jüngern und Bartholomäus, dem Hl. Sebastian und des Bischofs Leonard.
1766 bekam die Kirche eine Orgel von Johann Patroclus Möller. Dieses Instrument ist nicht mehr vorhanden. Die heutige Orgel wurde 1995 von der Manufaktur Westfälischer Orgelbau S. Sauer gebaut. Sie hat einen Umfang von 33 Registern auf zwei Manualen und Pedal.

## Glocken
Im Jahre 1979 erhielt die Gemeinde ein vierstimmiges Bronzegeläut aus der Glockengießerei Petit & Gebr. Edelbrock in Gescher:
| Nr. | Patron               | Nominal | Gewicht  | Durchmesser | Inschrift (lateinisch)                                                                                         |
| --- | -------------------- | ------- | -------- | ----------- | --- |
| 1   | St. Michael          | d′      | 1.600 kg | 139,5 cm    | „St. Michael möge uns in das heilige Licht eintreten lassen.“                                                  |
| 2   | St. Gallus           | f′      | 1.000 kg | 116 cm      | „St. Gallus hat als Gebieter den Gerechten auf die richtigen Wege geführt und jenem das Reich Gottes gezeigt.“ |
| 3   | St. Maria            | g′      | 700 kg   | 103 cm      | „St. Maria, freue dich, glorreiche Jungfrau, und bitte Christus für uns!“                                      |
| 4   | St. Vitus und Agatha | a′      | 450 kg   | 91,5 cm     | „St. Vitus, St. Agatha, schützt Dorf und Volk vor Übeln!“                                                      |